# Ídolos (película de 2025)
Ídolos es una película española coproducida en Italia de género acción y romántico, inspirada en el campeonato mundial de MotoGP y pendiente de estreno en 2025. Está dirigida por el británico Mat Whitecross y protagonizada por Óscar Casas y Ana Mena.

## Sinopsis
Edu (Casas) es un joven piloto de motos muy agresivo en quien ningún equipo confía. Eli (Arce), jefe del equipo de Aspar Team en Moto2, le ofrece una oportunidad con la condición de que sea su padre, Antonio Belardi (Santamaria), quien le entrene. Edu lleva muchos años sin ver a su padre, un expiloto que se retiró de las pistas tras provocar la muerte de otro piloto durante una carrera. Aunque Edu odia a su padre por haberle abandonado, sabe que solo con él puede llegar a alcanzar su sueño.
Edu se someterá al estricto control de preparación que le exige Antonio, el cual incluye dejar a un lado el amor… hasta que conoce a Luna (Mena), una joven artista que acaba de abrir un salón de tatuajes justo debajo de su casa.

## Reparto
- Óscar Casas como Edu Serra
- Ana Mena como Luna Cardona
- Claudio Santamaria como Antonio Belardi
- Enrique Arce como Eli Guzmán
- Saul Nanni como Gianni Baltelli
- Simone Baldasseroni como Andrea Godano
- Mario Ermito como Roberto Scala
- Desirée Popper como Alessandra
- Alessandra Carrillo como Nella
- Adrian Grösser y Randeiro como Óscar

## Producción
En septiembre de 2024, se anunció que el rodaje del largometraje Ídolos había comenzado el pasado agosto, bajo la dirección de Mat Whitecross con Óscar Casas y la cantante Ana Mena como protagonistas. El rodaje transcurriría a lo largo de diez semanas en diferentes localizaciones de España, Italia y otros países del mundo. También se anunció que el reparto lo completarían el actor italiano Claudio Santamaría y el español Enrique Arce, junto a Saul Nanni y el rapero y actor Simone Baldasseroni. El 29 de noviembre de 2024, Óscar Casas anunciaba en sus redes sociales el último día de rodaje de la película. Sin embargo, a finales de mayo de 2025 se reanudó el rodaje para grabar unas últimas tomas en el Circuito de Jerez, como así lo publicó Whitecross en sus redes sociales.

## Estreno
Se espera que la película se estrene en España e Italia en noviembre de 2025, según el calendario de estrenos de Warner Bros. El 16 de mayo de 2025, durante el Festival de Cannes, se anunció que la distribuidora Film Mode sería la encargada de distribuir la película fuera de España e Italia, mostrando las primeras imágenes del film para posibles compradores dentro del festival. El primer tráiler oficial se exhibió por primera vez en el preestreno de la película F1, también distribuida por Warner Bros., exhibiéndose a partir de ese momento en exclusiva en todas las proyecciones de esta.